# Job Sanders

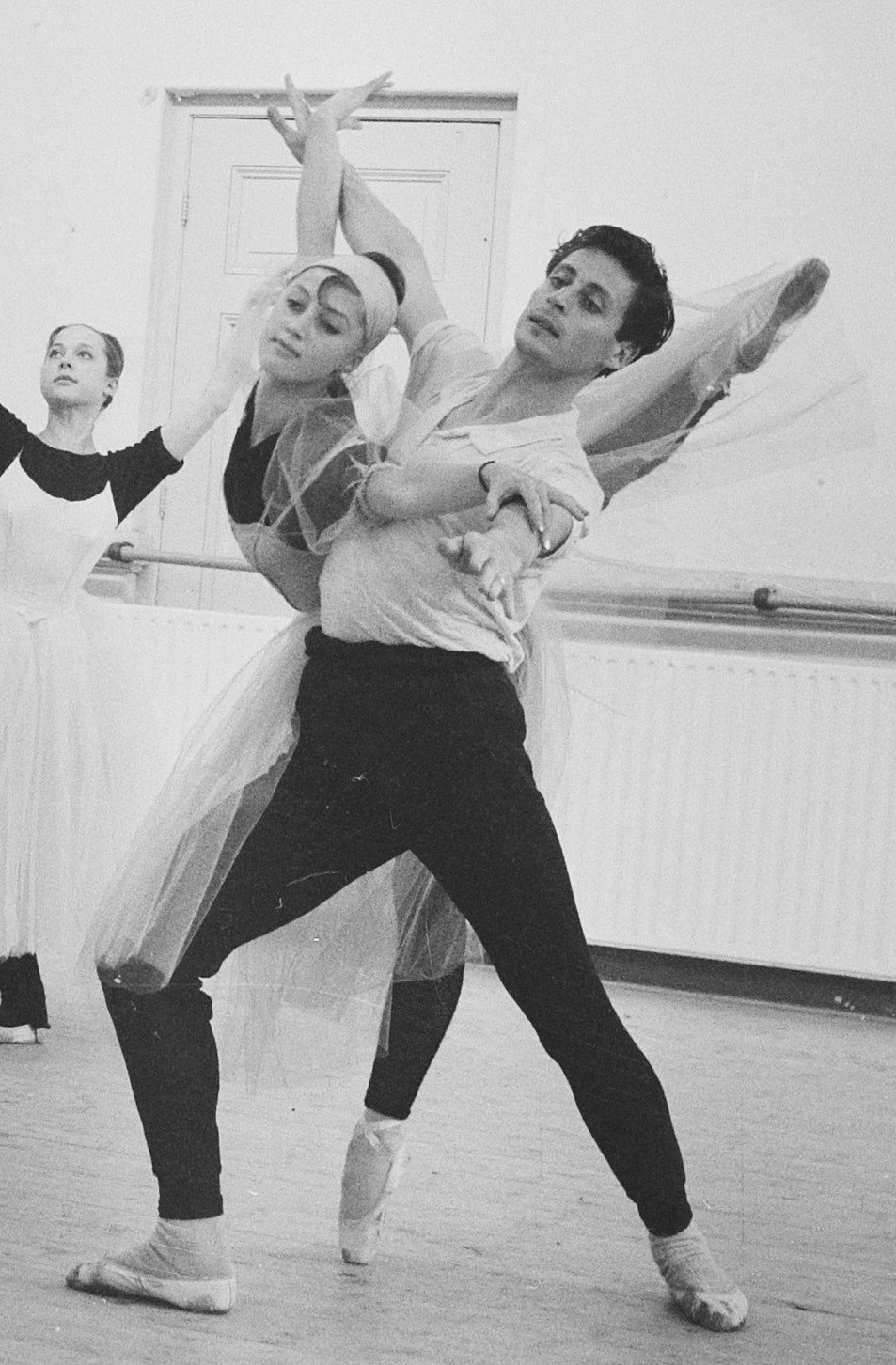
Job Sanders en Leonie Kramer (1961)

Job Sanders (Amsterdam, 21 juli 1929 – Den Haag, 26 mei 2008) was een Nederlandse danser, choreograaf en danspedagoog.

## Loopbaan
Hij werd geboren in Amsterdam en ging vlak voor de oorlog met zijn Joodse ouders en zusje naar de Verenigde Staten. Daar kreeg hij een beurs voor klassiek ballet aan de School of American Ballet. Hier was onder meer George Balanchine docent.
Begin jaren 60 ging hij werken als danser bij het Nederlands Dans Theater (NDT) in Den Haag dat sinds 1959 bestaat. Ook werd hij docent aan het Koninklijk Conservatorium in Den Haag.
Bij het NDT was hij enige tijd met Jaap Flier de belangrijkste mannelijke solist. 
Sanders maakte meer dan vijftig choreografieën en was een begenadigd docent. Hij introduceerde spirituele technieken als yoga, tai chi en meditatie. Ook ontdekte hij de laatste jaren de tango, die hij doceerde in zijn studio aan huis.
Hij overleed in mei 2008 op 78-jarige leeftijd. Ter nagedachtenis is het Job Sanders scholarship opgericht, een fonds dat afhankelijk is van donaties, die ten goede komen aan jonge, talentvolle dansers. 